# États-Unis aux Jeux olympiques d'été de 1960
Les États-Unis participent aux Jeux olympiques d'été de 1960, à Rome en Italie. Il s'agit de leur 14e participation à des Jeux d'été.
La délégation américaine, composée de 292 athlètes (241 hommes et 51 femmes), se classe deuxième du classement par nations avec 71 médailles (34 en or, 21 en argent et 16 en bronze). Leur porte-drapeau lors de la cérémonie d'ouverture est le décathlonien Rafer Johnson.